# くりくり投手
『くりくり投手』（くりくりとうしゅ）は、貝塚ひろしによる日本の野球漫画。貝塚の初連載作品である。また、野球漫画において初めて魔球を登場させた作品としても知られる。魔球の登場以外にも、本作以前の野球漫画がチーム対抗であったものを投手対打者の対決に収束させる、本作以前の野球漫画が打者が主体であったところを投手を主体とするといった以降の日本野球漫画界の源流ともなった作品である。夏目房之介は魔球によって投手対打者の構図になったことを「野球が格闘技の構造を獲得した」と評している。
『おもしろブック』（集英社）に1958年4月号より連載開始。『おもしろブック』が『少年ブック』に誌名を変更した後も連載は続き、1963年9月号まで連載された。

## あらすじ
第一中学校に転校してきた2年生栗山栗太郎は豪速球を投げる左腕を買われて中学校の野球部へ入部し、たちまちのうちにエースの座を獲得する。栗太郎以前のエースだった者との確執も乗り越え、野球部は中学校野球全国大会予選を勝ち抜いて行き、栗太郎は魔球ドロッカーブを生み出す。
全国大会では、荒波中の宮本武蔵が投げる「タマタマボール」、片腕の丹下右膳の「居合い投げ」、岩流中学の佐々木小次郎の「つばめ打ち打法」といった日本各地の強豪チームと対戦する。

## 単行本
1969年4月30日、本作の単行本第1巻が虫プロ商事から虫コミックスレーベルで発売された。しかし続刊はなく、全話単行本化されないまま刊行を打ち切られた。
後にeBookJapanの取扱作品となり、2015年3月6日から電子書籍として有料配信されている。全11巻。